# 菱叶雾水葛
菱叶雾水葛（学名：Pouzolzia elegans var. delavayi）为荨麻科雾水葛属下的一个变种。

## 扩展阅读
- 維基物種上的相關：菱叶雾水葛